# Златна (притока Угорського потоку)
Златна (словац. Zlatná) — річка; ліва притока Угорського потоку, протікає в окрузі Полтар.
Довжина приблизно 6.5-7.0 км. Витік знаходиться в масиві Ревуцька-Верховина (геоморфологічна підодиниця Цінобанське передгір'я) — на висоті приблизно 545 метрів.
Протікає територією села Угорске. Впадає в Угорський потік на висоті близько 235 метрів.